# ديلان مبايو
ديلان مبايو هو لاعب كرة قدم بلجيكي في مركز نصف الجناح، ولد في 11 أكتوبر 2001 في بلجيكا. لعب مع لوكيرين أوست فلانديرين.

## وصلات خارجية
- ديلان مبايو على موقع قاعدة بيانات كرة القدم.إي يو (الإنجليزية)
- ديلان مبايو على موقع Soccerway.com (الإنجليزية)